# Rob van Erk
Rob van Erk was een Nederlands architect die tijdens zijn carrière in dienst was bij Groosman Partners en daarna EGM architecten (1985-2007).
Zijn wellicht bekendste werk is de uitbreiding van het Beursgebouw die hij samen met Ab Veerbeek ontwierp. De opvallende in groen glas uitgevoerde ellipsvormige toren is sinds de oplevering in 1986 een 'landmark' in de skyline van Rotterdam en luidde een nieuwe golf van hoogbouw in in het centrum van de stad.
Naast zijn werk als architect was Rob van Erk ook betrokken bij de opleiding van jonge architecten aan de Academie van Bouwkunst Rotterdam en was hij lid van het Comitée Wederopbouw Rotterdam. In 2007 ontving hij uit handen van toenmalig burgemeester Ivo Opstelten, de Wolfert van Borselenpenning voor zijn verdiensten voor de stad Rotterdam.

## Fotogalerij
Een selectie van ontwerpen van Rob van Erk

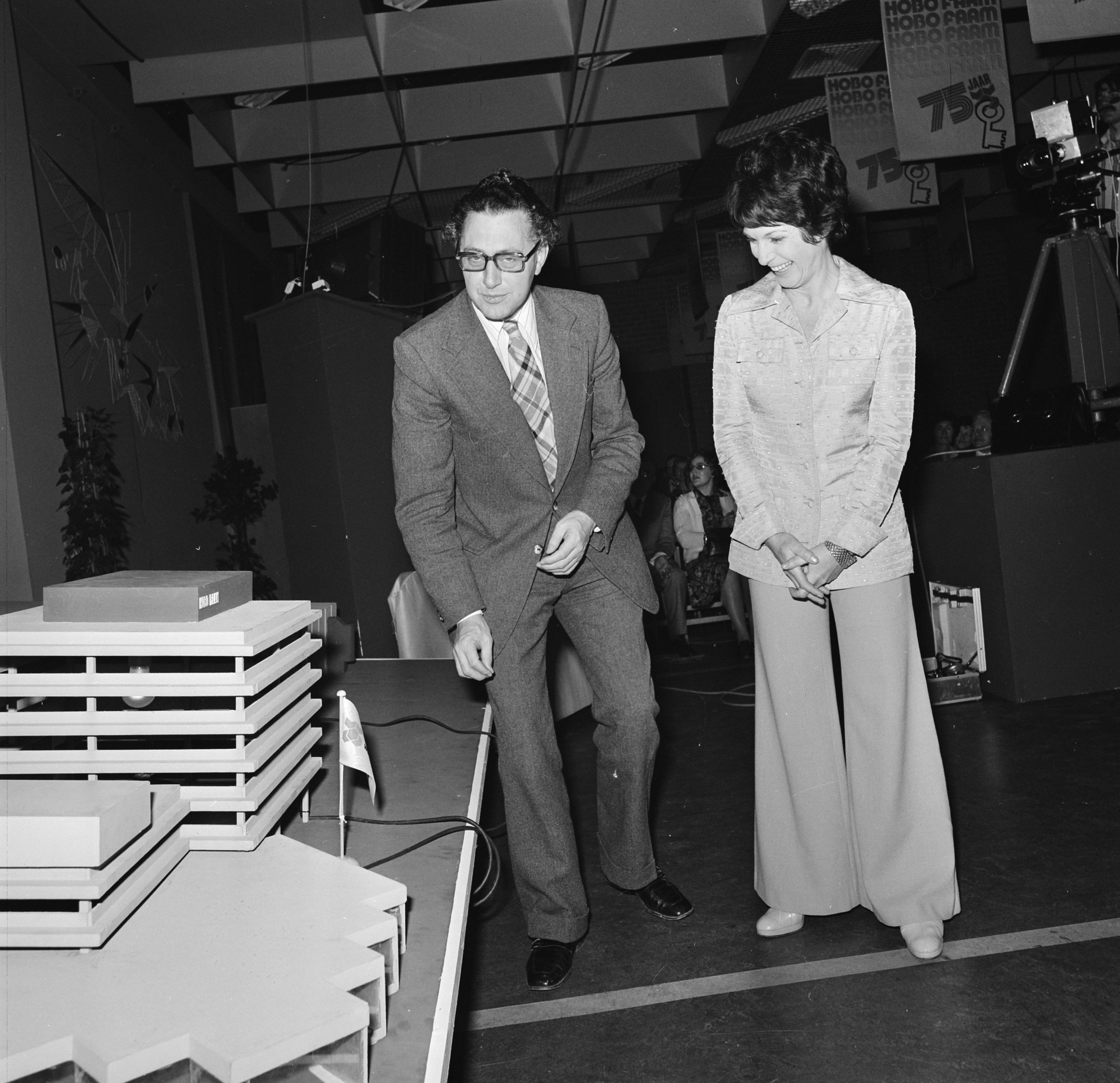
Maquette Kantoorgebouw Hobo Faam Gouda, 1974
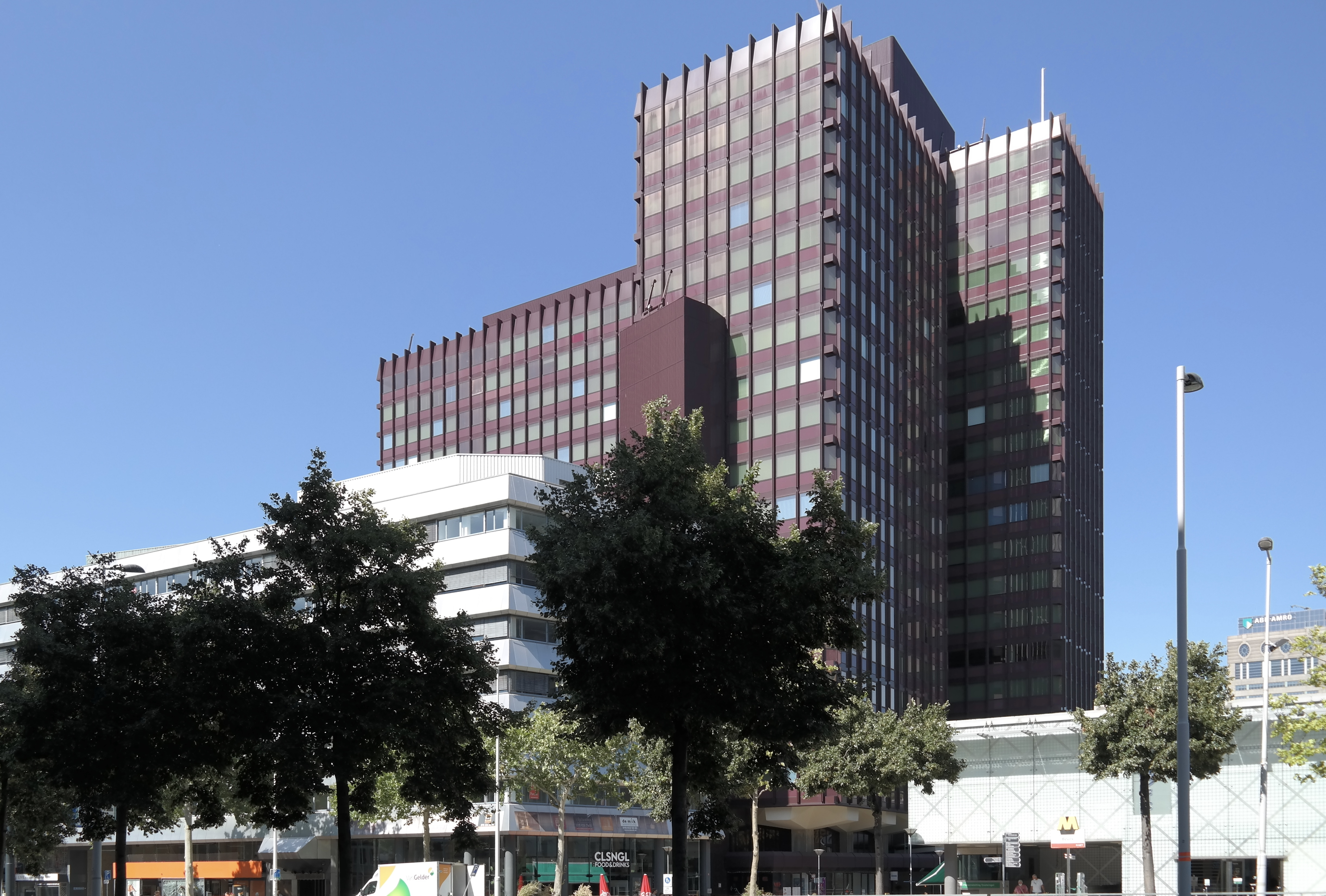
Coolse Poort Rotterdam, 1979
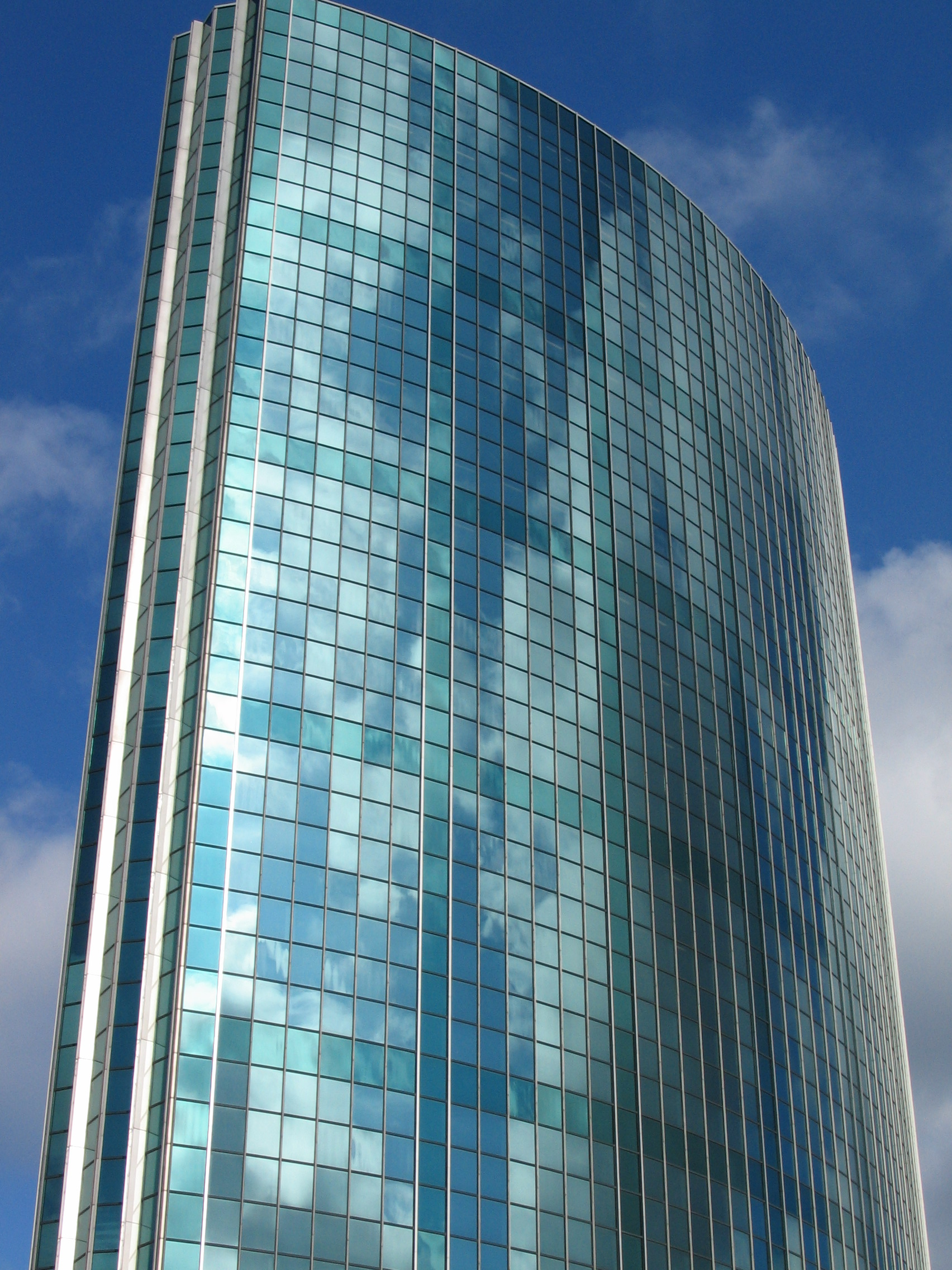
Uitbreiding Beursgebouw Rotterdam, 1986
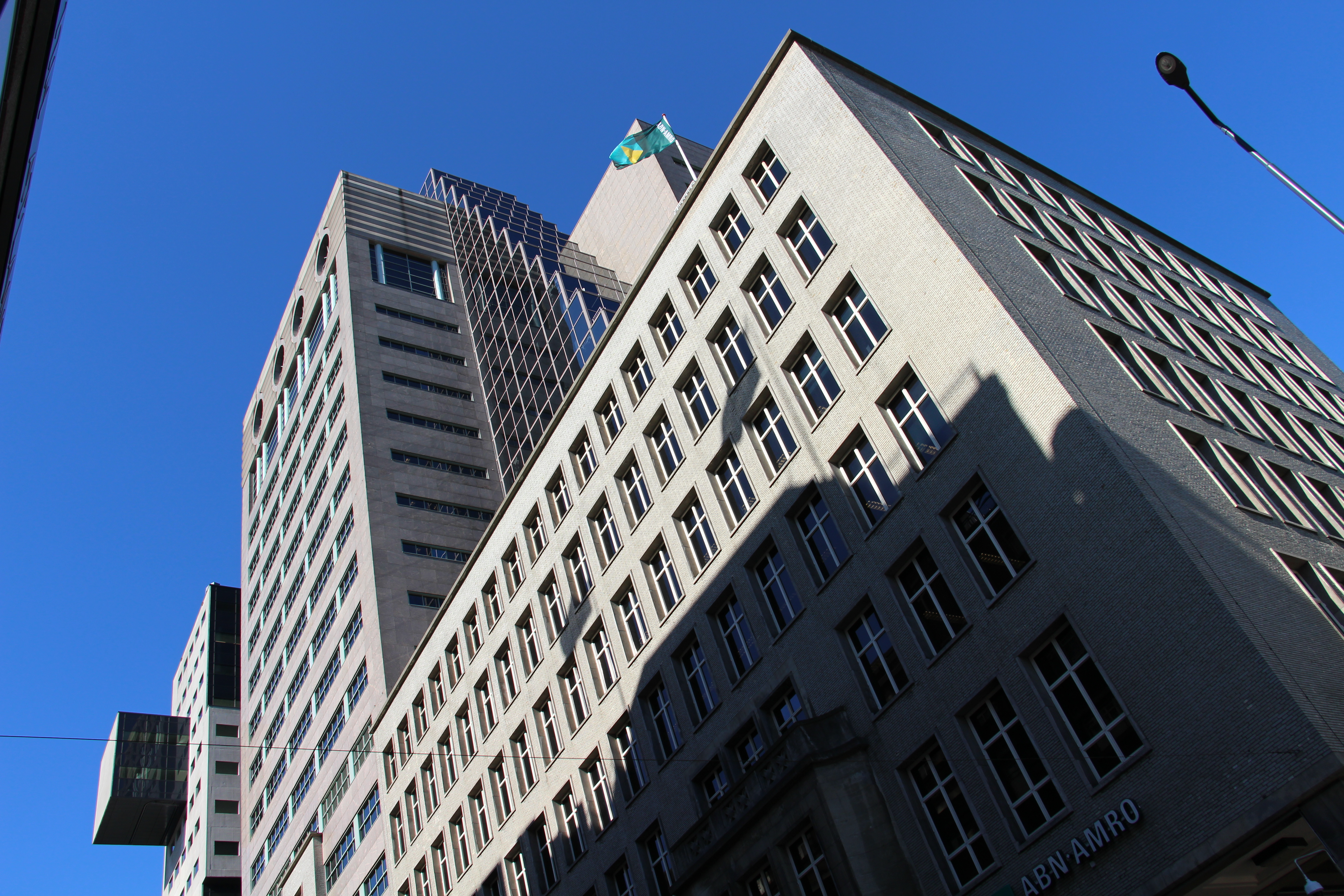
Uitbreiding MeesPierson-bank Rotterdam, 1993
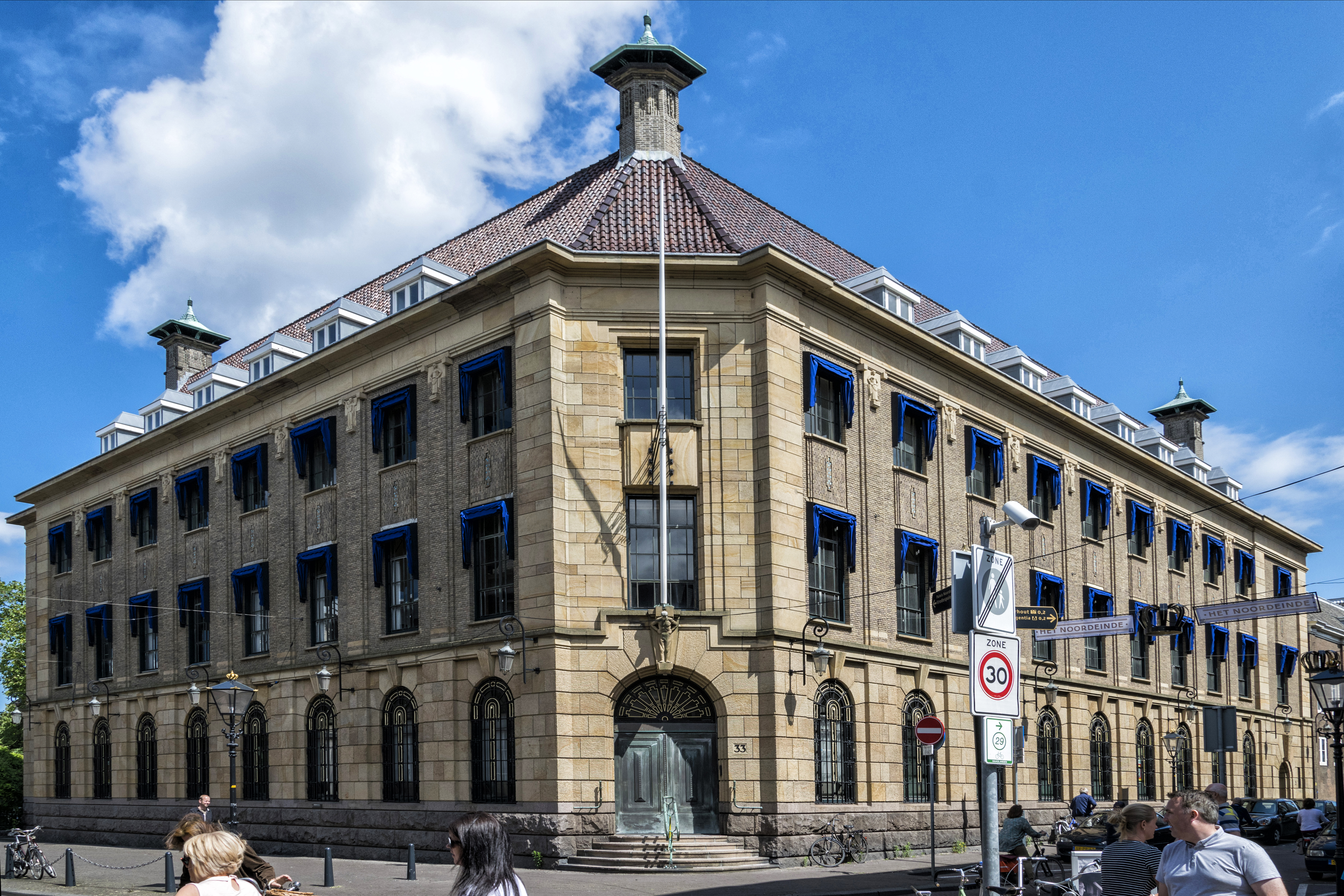
Renovatie Noordeinde 33 Den Haag, 1994
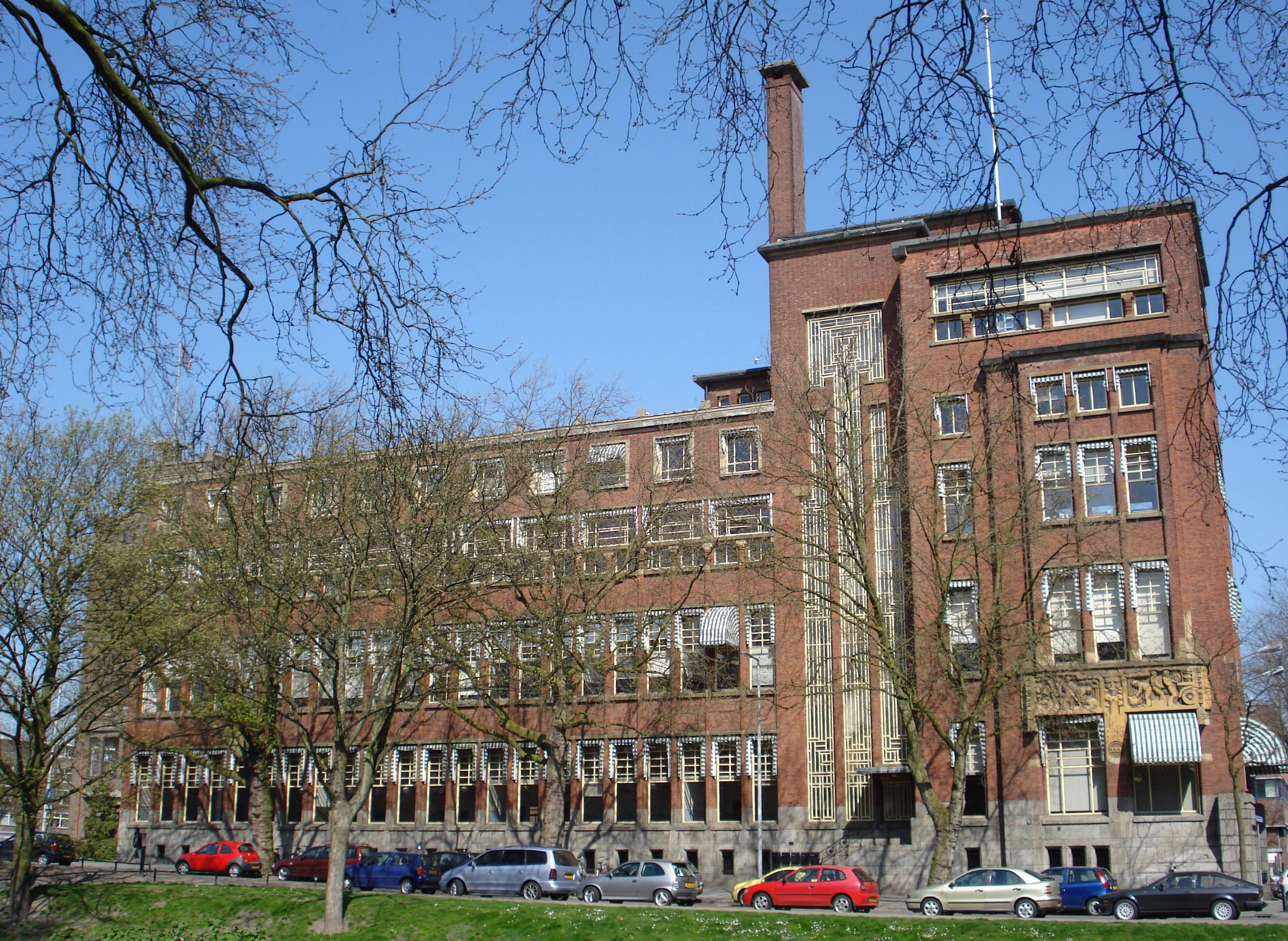
Renovatie Kantoorgebouw Heineken Rotterdam, 2000
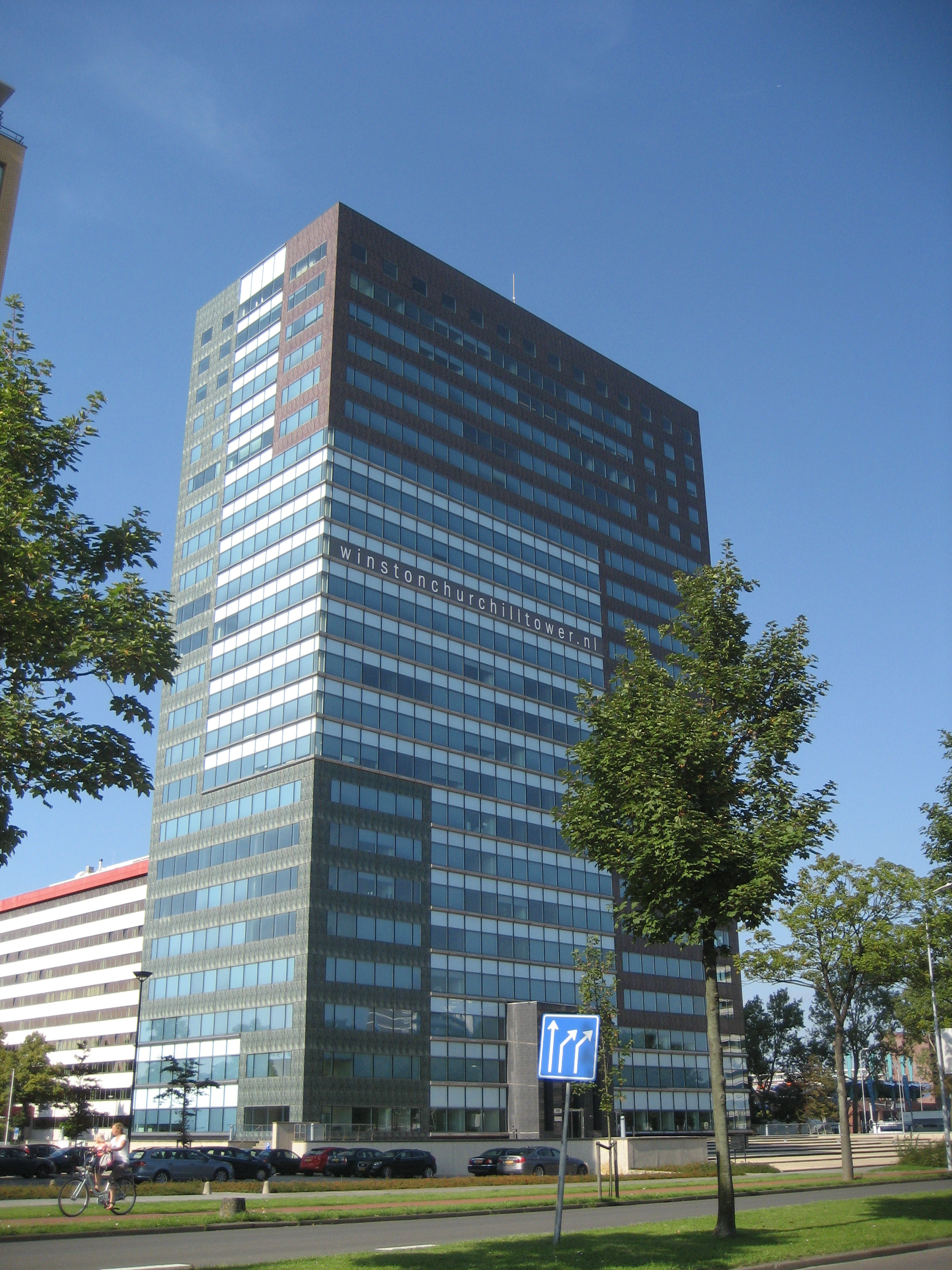
Renovatie Winston Churchill Tower Rijswijk, 2001
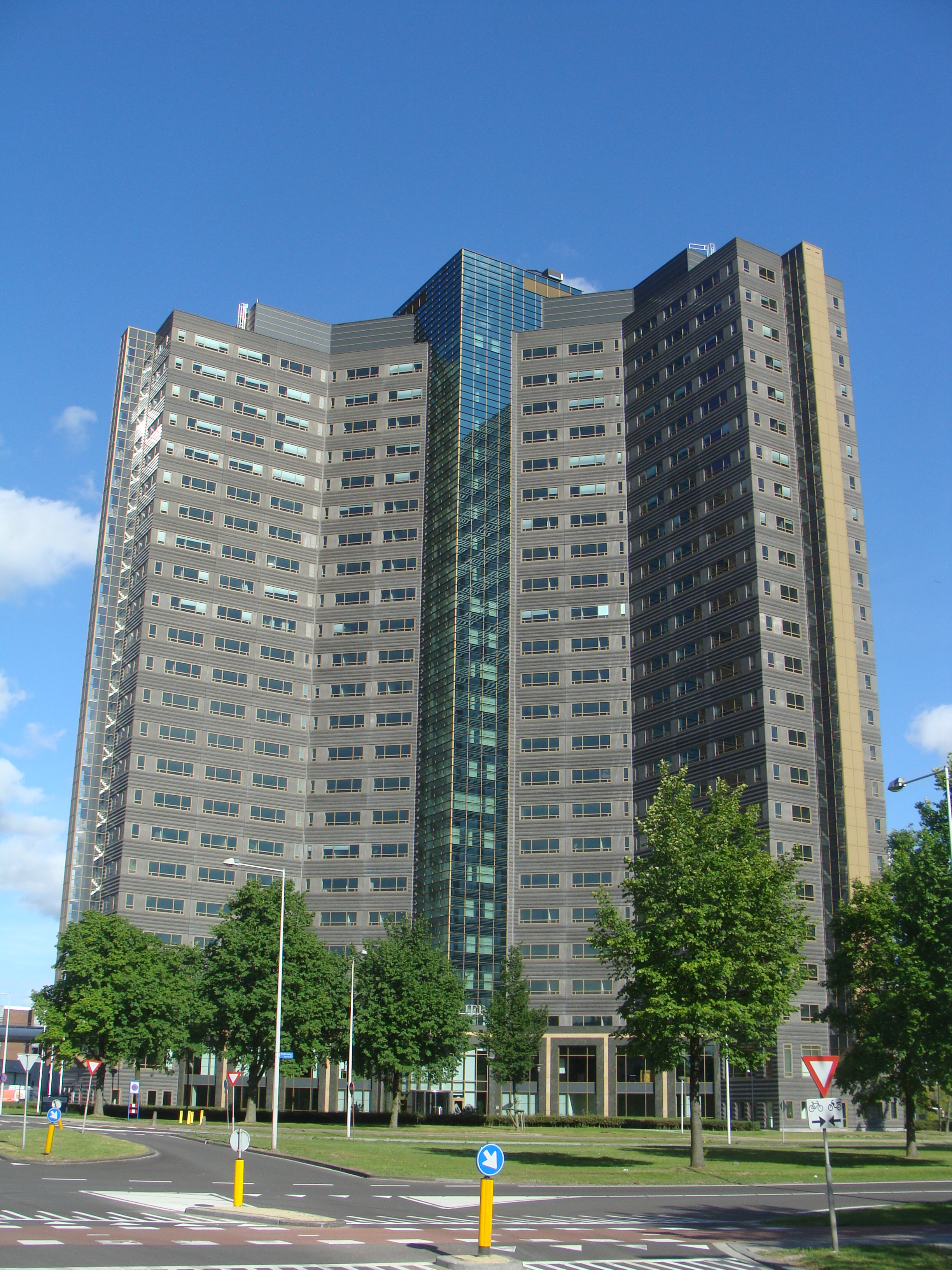
Millennium Tower Amsterdam, 2004